# Fons (Gard)
Fons é uma comuna francesa na região administrativa de Occitânia, no departamento de Gard. Estende-se por uma área de 9,28 km². Em 2010 a comuna tinha 1 578 habitantes (densidade: 170 hab./km²).